# Homosexualität in Albanien

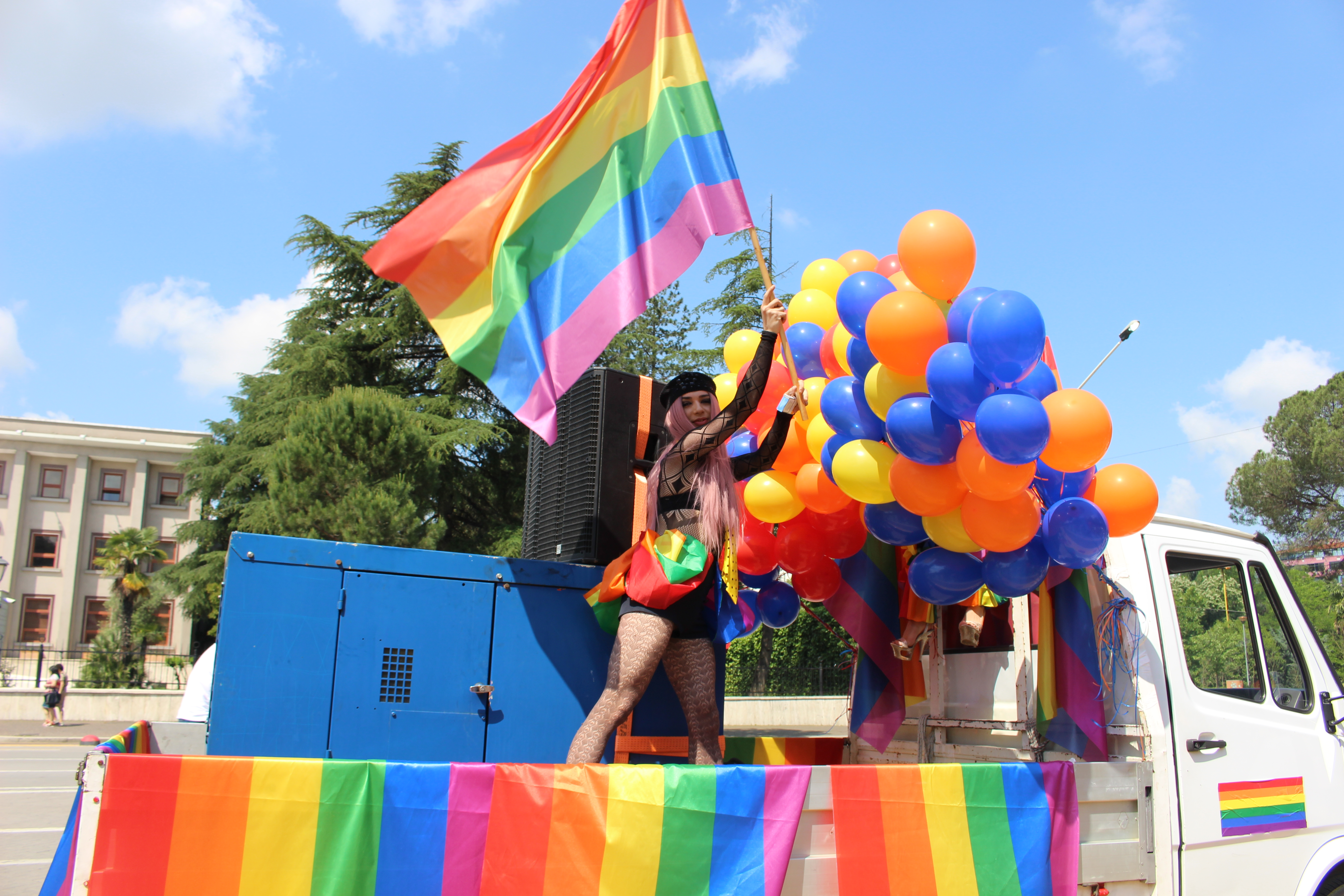
Gay Pride in Tirana im Jahr 2018

Homosexualität ist in Albanien legal, wird aber in der Gesellschaft kaum öffentlich thematisiert und unterliegt ebenfalls sozialen Tabus.

## Legalität

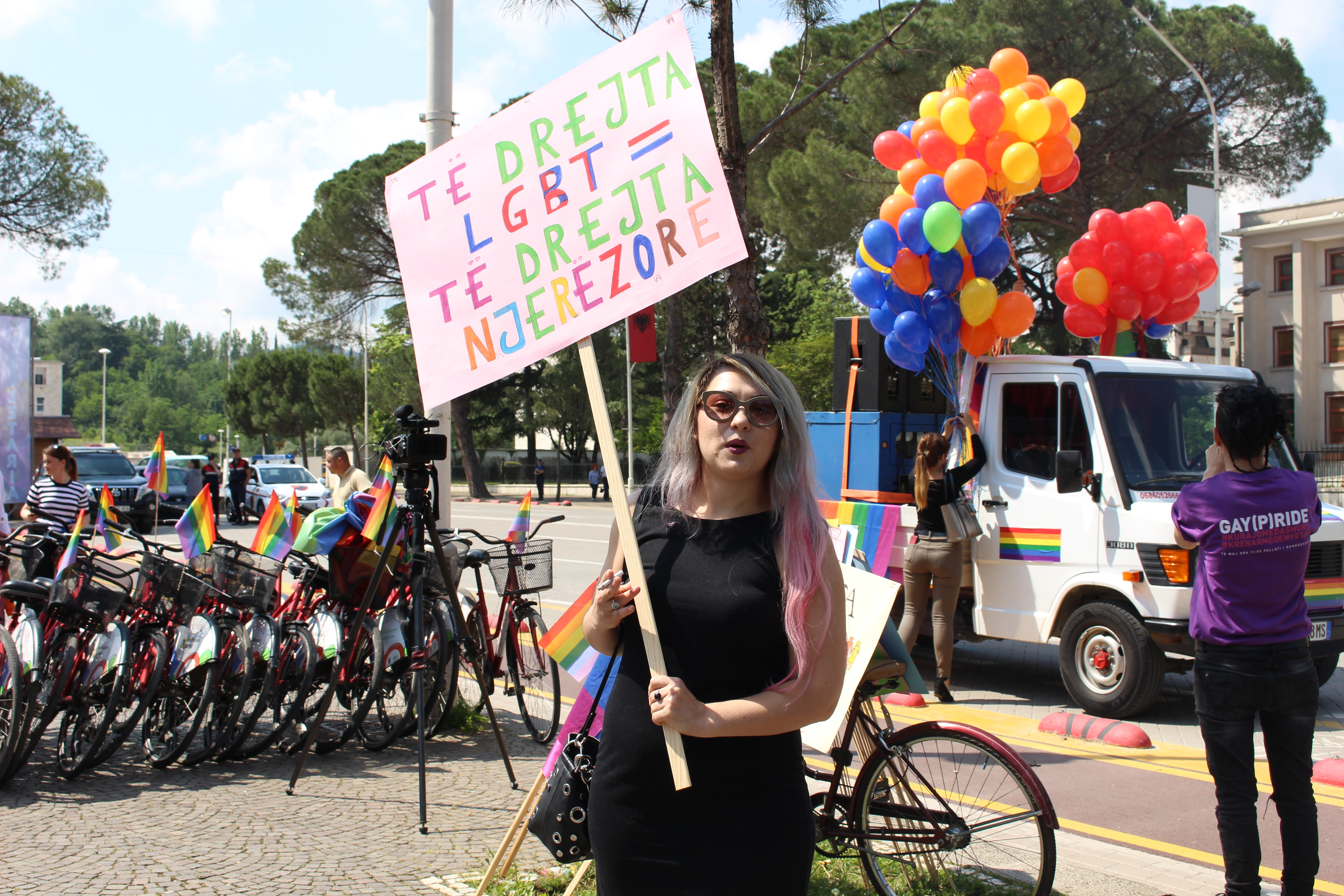
„LGBT-Rechte = Menschenrechte“ – Teilnehmerin an der Gay Pride 2018

Seit 1995 ist Homosexualität in Albanien legal. Das Gesetz zur Legalisierung und zur Aufhebung von Artikel 137 des albanischen Strafgesetzbuches wurde am 20. Januar 1995 vom albanischen Parlament verabschiedet. Das Schutzalter liegt einheitlich bei 14 Jahren.

## Antidiskriminierungsgesetze
Seit 2010 besteht ein Antidiskriminierungsgesetz zum Schutz der sexuellen Orientierung. Als EU-Beitrittskandidat hat Albanien die europäischen Antidiskriminierungsregeln entsprechend umsetzen müssen, um Mitglied der Europäischen Union werden zu können. Das europäische Recht verbietet eine Diskriminierung aufgrund sexueller Orientierung in den Bereichen Beschäftigung, Bildung, Eigentum, Gesundheitswesen sowie Zugang zu Waren und Dienstleistungen.
Das Gesetz wird von Vertretern von Organisationen der Homosexuellen eher als Papiertiger bezeichnet.

## Anerkennung gleichgeschlechtlicher Paare
In Albanien ist weder eine gleichgeschlechtliche Ehe noch eine eingetragene Partnerschaft gesetzlich zugelassen. Im Juli 2009 kündigte die albanische Regierung von Sali Berisha einen Gesetzentwurf zur gleichgeschlechtlichen Ehe an, der wegen des Widerstands in der Gesellschaft – insbesondere wegen der lauten Kritik von Vertretern der muslimischen, orthodoxen, katholischen und evangelischen Religionsgemeinschaften – vom Parlament nicht umgesetzt wurde.
Die derzeitige sozialistische Regierung unter Ministerpräsident Edi Rama hat erklärt, eine neue Initiative für eingetragene Partnerschaften für gleichgeschlechtliche Paare zu unterstützen.

## Gesellschaftliche Situation

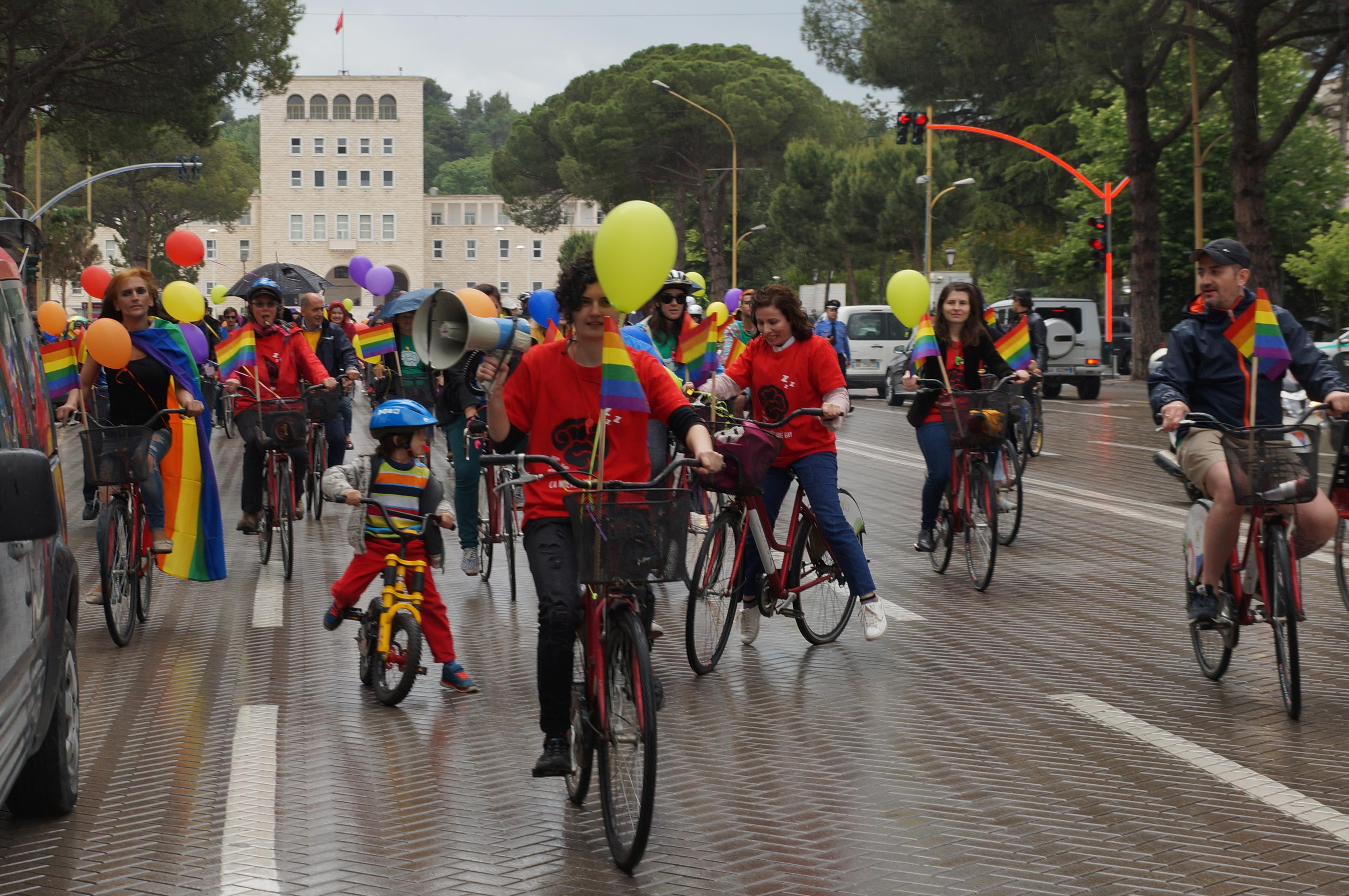
Gay-Pride-Umzug 2016 in Tirana

In Albanien gibt es keine offene homosexuelle Community. Aufgrund der geringen Bevölkerungszahl des Landes und der gesellschaftlichen Stimmungslage haben sich selbst in der Hauptstadt Tirana bisher keine Treffmöglichkeiten wie Schwulenkneipen oder Lesbenbars entwickelt. Homosexuelle treffen sich zumeist privat und organisieren sich über Facebook.
Im März 2009 wurde in Tirana die Aleanca Kundër Diskriminimit të LGBT („Allianz gegen die Diskriminierung von LGBT“, kurz Aleanca LGBT) gegründet. Die NGO setzt sich für die Rechte von lesbischen, schwulen und transsexuellen Menschen ein und organisiert verschiedene Aktivitäten.
Eine 2012 erstmals geplante Gay-Pride-Demonstration musste kurzfristig abgesagt werden, nachdem auch von Regierungsvertretern massive Drohungen ausgesprochen worden waren. Einige wenige Aktivisten veranstalteten stattdessen einen Tag vor dem geplanten Umzug eine Fahrrad-Demonstration, bei der erstmals öffentlich ein Zeichen für die Sichtbarkeit von Homosexualität gesetzt wurde. Trotz Polizeischutz bewarfen einige Jugendliche die Teilnehmer mit Rauchbomben. Am 17. Mai 2014 fand in Tirana eine weitere Demonstration der LGBT-Aktivisten statt. Es wurden, wie auch in den Folgejahren, keine Zwischenfälle registriert.
Laut European Social Survey von 2013 ist Albanien das homophobste Land Europas. Bekennende Homosexuelle werden von ihren Familien oft ausgegrenzt oder schikaniert. 2016 wurde von Beobachtern allerdings ein allmählicher Liberalisierungsprozess beschrieben.
In Tirana wurde 2014 eine erste Notunterkunft für Homosexuelle eröffnet, die aus dem Zuhause Vertriebenen eine Zuflucht bietet. Es ist die erste solche Einrichtung im Westbalkan.

„Bis dahin hatten viele in Albanien geglaubt, es gäbe keine Schwulen und Lesben in ihrem Land.“

Seit 2012 steigerte sich die Anerkennung Homosexueller nach eigenen Angaben deutlich, sowohl gesellschaftlich als auch politisch. Sie sind besser organisiert und haben regelmäßige Präsenz in den Medien. Die jährlich stattfindenden Pride-Umzüge verlaufen ohne Gegenproteste oder Zwischenfälle. Xheni Karaj und Kristi Pinderi sind die bekanntesten LGBT-Aktivisten in Albanien und Vertreter von Aleanca LGBT sowie Pro LGBT, die auch regelmäßig Aktivitäten organisieren. Ihr Coming-out und ihr Einsatz haben beigetragen, dass Homosexuelle heute in Albanien besser toleriert werden. Noch immer ist die Situation aber für Menschen, die sich öffentlich zu ihrer Homosexualität bekennen, schwierig. Prinderi und sein Partner haben Albanien 2017 verlassen – Dutzende von Todesdrohungen auf Social Media und andere Drohungen konnten sie nicht länger ignorieren.

## Positionen der Religionsgemeinschaften
Anlässlich eines gemeinsamen Symposiums erklärten die Vertreter der Muslimischen Gemeinschaft, der autokephalen orthodoxen Kirche, der römisch-katholischen Kirche und der evangelischen Kirche ihre Position gegen die LGBT-Gemeinde Albaniens. Sie betonten die Wichtigkeit der Familie als Fundament einer gesunden Gesellschaft.